# 佐尔坦·海萨尼
佐尔坦·海萨尼（Zoltán Harsányi，1987年6月1日—）是斯洛伐克足球运动员，现效力于斯洛伐克球会多瑙斯特雷达，司职前锋。

## 职业生涯
海萨尼在家乡球队塞内茨FC开始职业足球生涯。2007年初的冬季转会，他被租借到英超球会博尔顿，虽然他没有为博尔顿出场过一场正式比赛，但在预备队联赛中表现不俗，出场7次打进3球。2006-07赛季结束后，博尔顿决定使用合同的优先签约条款，在5月17日和他正式签约三年。
但他并没有为博尔顿在联赛中出场，并在2010年夏季转会中和斯洛伐克球会多瑙斯特雷达签约半年。2010年11月，海萨尼租借至伊朗联赛球队帕康6个月。